# Suède aux Jeux olympiques d'hiver de 1994
La Suède participe aux Jeux olympiques d'hiver de 1994 à Lillehammer en Norvège du 12 au 27 février 1994. Il s'agit de sa dix-septième participation à des Jeux d'hiver.
La délégation suédoise est composée de 84 athlètes : 64 hommes et 20 femmes.

## Liste des médaillés
| Sport                 | Discipline       | Athlète(s) |
| Médaille d'or : 2     |                  | |
| Ski alpin             | Combiné femmes   | Pernilla Wiberg |
| Hockey sur glace      | Tournoi masculin | Håkan Algotsson Tomas Jonsson Christian Due-Boje Patrik Juhlin Leif Rohlin Magnus Svensson Roger Hansson Håkan Loob Fredrik Stillman Stefan Örnskog Niklas Eriksson Daniel Rydmark Jonas Bergqvist Kenny Jönsson Jörgen Jönsson Peter Forsberg Charles Berglund Andreas Dackell Mats Näslund Patric Kjellberg Roger Johansson Tommy Salo |
| Médaille d'argent : 1 |                  | |
| Ski acrobatique       | Saut femmes      | Marie Lindgren |

| Sport            | Médaille d'or, Jeux olympiques | Médaille d'argent, Jeux olympiques | Médaille de bronze, Jeux olympiques | Total |
| ---------------- | ------------------------------ | ---------------------------------- | ----------------------------------- | ----- |
| Hockey sur glace | 1                              | 0                                  | 0                                   | 1     |
| Ski alpin        | 1                              | 0                                  | 0                                   | 1     |
| Ski acrobatique  | 0                              | 1                                  | 0                                   | 1     |
| Total            | 2                              | 1                                  | 0                                   | 3     |